# Геміционові
Геміционові (Hemicyonidae) — вимерла родина хижих ссавців, яка є близькою до сучасних ведмедів. За деякими класифікаціями групу відносять як підродину у родину Ведмедеві (Ursidae) під назвою Hemicyoninae. 

## Етимологія
Назва родини походить від типового роду Hemicyon, що походить з грец. ἡμικυων, (геміціон) та означає «напівсобака».

## Поширення
Геміционові були поширені в Європі, Північній Америці, Африці і Азії протягом олігоцену та міоцену у межах 33,9—5,3 млн років тому.

## Опис
Великі м'ясоїдні хижаки, деякі види сягали 2,2 м завдовжки, 1,5 м у холці та важили до 70 кг. Пропорції тіла були як у сучасних великих котячих, але голова та зуби були собачого типу.